# Letras Nómadas
Letras Nómadas - Asociación para la Investigación y Promoción de Comunidades Gitanas es una asociación sin ánimo de lucro, creada en 2013, dedicada a la promoción de la educación y la empleabilidad de las comunidades gitanas en Portugal, así como a la formación en las áreas de cultura e historia gitanas.
En 2020 fue presidida por Olga Mariano y la vicepresidencia la ostentaba Bruno Gonçalves.
En noviembre de 2018, Letras Nómadas recibió la medalla de oro del Premio de Derechos Humanos otorgado por la Asamblea de la República de Portugal. Fue la primera asociación de gitanos en lograr este reconocimiento.